# Пологи (Винницкая область)
Поло́ги (укр. Пологи) — село на Украине, находится в Тепликском районе Винницкой области.
Код КОАТУУ — 0523786001. Население по переписи 2001 года составляет 565 человек. Почтовый индекс — 23841. Телефонный код — 4353.
Занимает площадь 0,254 км².

## Адрес местного совета
23841, Винницкая область, Теплицкий р-н, с. Пологы, ул. Ленина, 5